# Samson Shukardin
Samson Shukardin OFM (ur. 29 stycznia 1961 w Hajdarabadzie) – pakistański duchowny katolicki, biskup Hajdarabadu od 2015.

## Życiorys
10 grudnia 1993 otrzymał święcenia kapłańskie w zakonie franciszkańskim. Po święceniach został wikariuszem w Gujracie. W 1996 został prokuratorem kustodii pakistańskiej, a w 2004 objął funkcję jej przełożonego. W 2008 mianowany proboszczem parafii św. Elżbiety w Hajdarabadzie, a w 2010 został także wikariuszem generalnym miejscowej diecezji.
16 grudnia 2014 papież Franciszek mianował go biskupem ordynariuszem diecezji Hajdarabad. Sakry udzielił mu 31 stycznia 2015 jego poprzednik - biskup Max John Rodrigues.